# Neisha Bernard-Thomas
Neisha Bernard-Thomas (* 21. Januar 1981) ist eine ehemalige grenadische Mittelstreckenläuferin, die sich auf den 800-Meter-Lauf spezialisiert hat. Aktuell ist sie Inhaberin der Landesrekorde über 800 und 1500 Meter.

## Sportliche Laufbahn
Erste Erfahrungen bei internationalen Meisterschaften sammelte Neisha Bernard-Thomas vermutlich bei den CARIFTA Games 1997 in Bridgetown, bei denen sie in 2:25,66 min den sechsten Platz im 800-Meter-Lauf in der U17-Altersklasse belegte und über 1500 Meter mit 5:13,83 min auf Rang sieben gelangte. 2000 belegte sie bei den CAC-Juniorenmeisterschaften in San Juan in 2:14,18 min den sechsten Platz über 800 Meter und gewann mit der grenadischen 4-mal-400-Meter-Staffel in 3:40,24 min die Silbermedaille. 2002 begann sie ein Studium an der Louisiana State University in den Vereinigten Staaten und im Jahr darauf siegte sie bei den Zentralamerika- und Karibikmeisterschaften (CAC) in St. George’s in 2:04,12 min über 800 Meter und gewann im Staffelbewerb in 3:32,99 min die Silbermedaille hinter dem jamaikanischen Team. Anschließend schied sie bei den Panamerikanischen Spielen in Santo Domingo mit 2:04,22 min im Vorlauf über 800 Meter aus. 2004 wurde sie NCAA-Collegemeisterin über 800 Meter sowie in der 4-mal-400-Meter-Staffel und im Jahr darauf verteidigte sie bei den CAC-Meisterschaften in Nassau in 2:01,07 min ihren Titel über 800 Meter. Anschließend schied sie bei den Weltmeisterschaften in Helsinki mit 2:02,50 min in der ersten Runde aus. 2006 klassierte sie sich bei den Commonwealth Games in Melbourne mit 2:01,96 min auf dem achten Platz und 2008 schied sie bei den Olympischen Sommerspielen in Peking mit 2:01,84 min im Halbfinale aus. Zudem war sie Fahnenträgerin Grenadas während der Abschlussveranstaltung der Spiele. Im Jahr darauf kam sie bei den Weltmeisterschaften in Berlin mit 2:04,55 min nicht über die erste Runde über 800 Meter hinaus und 2011 belegte sie bei den CAC-Meisterschaften in Mayagüez in 2:03,56 min den vierten Platz. Im Jahr darauf nahm sie erneut an den Olympischen Sommerspielen in London teil und schied dort mit 2:00,68 min erneut im Semifinale aus. Zudem war sie erneut Fahnenträgerin während der Schlussveranstaltung. Daraufhin beendete sie ihre aktive sportliche Karriere im Alter von 31 Jahren.

## Persönliche Bestleistungen
- 400 Meter: 53,72 s, 14. April 2007 in El Paso
- 800 Meter: 1:59,60 min, 1. Mai 2010 in Kingston (grenadischer Rekord)
  - 800 Meter (Halle): 2:03,93 s, 12. März 2005 in Fayetteville (grenadischer Rekord)
- 1500 Meter: 4:23,00 min, 13. Juni 2009 in Waltham (grenadischer Rekord)
  - Meile (Halle): 4:47,62 min, 5. März 2010 in Baton Rouge (grenadischer Rekord)